# Iphiaulax curvinervis
Iphiaulax curvinervis är en stekelart som beskrevs av Cameron 1906. Iphiaulax curvinervis ingår i släktet Iphiaulax och familjen bracksteklar. Inga underarter finns listade i Catalogue of Life.